# Шелленбергер-Бах
Шелленбергер-Бах (нем. Schellenberger Bach) — естественный водоток длиной 2,4 км в Северном Рейне-Вестфалии (Германия). Он является правым юго-западным притоком Рура в Эссене. Идентификационный номер водотока — 276958. Средний расход воды — 0,45 м³/с.

## География

### Русло
Шелленбергер-Бах берёт начало между городскими районами Эссена Штадтвальд и Хайзинген на высоте около 145 м над уровнем моря в лесу Шелленбергер-Вальд у автодороги Хайзингер-Штрассе.
Он течёт в глубокой долине на северо-восток через лес, пересекает дорогу федерального значения B-227 (Вупперталер-Штрассе) и за ней на высоте около 40,5 м над уровнем моря впадает справа в Рур севернее Хайзингена.
Устье водотока заканчивается примерно на 104,5 метра ниже своего истока, поэтому средний уклон русла составляет примерно 44 ‰.

### Водосбор
Площадь водосбора реки Шелленбергер-Бах составляет 1,446 км². Все воды с этой площади направляются через Рур и Рейн в Северное море.
Границы бассейна:
- На севере с водосборным бассейном водотока Боршбах;
- На юге водосборного бассейна находится природоохранная территория «Хюльзенхайне в Шелленбергском лесу».

### Притоки
- Хайзингер-Бах. Правый приток длиной 0,6 км.

## Значение водотока
Так как Шелленбергер-Бах расположен в зоне сплошной урбанизации с высокой плотностью населения, он и его лесная долина приобретают важное значение для оздоровления населения. Здесь проложено много оздоровительных и туристских троп.